# ISO 3166-2:TR
Kódy ISO 3166-2 pro Turecko identifikují 81 provincií (stav v roce 2015). První část (TR) je mezinárodní kód pro Turecko, druhá část sestává ze dvou čísel identifikujících provincii.

## Seznam kódů
```
TR-01 Adana
TR-02 Adıyaman
TR-03 Afyon
TR-04 Ağrı
TR-05 Amasya
TR-06 
Ankara

TR-07 Antalya
TR-08 Artvin
TR-09 Aydın
TR-10 Balıkesir
TR-11 Bilecik
TR-12 Bingöl
TR-13 Bitlis
TR-14 Bolu
TR-15 Burdur
TR-16 Bursa
TR-17 Çanakkale
TR-18 Çankırı
TR-19 Çorum
TR-20 
Denizli

TR-21 Diyarbakır 
TR-22 Edirne
TR-23 Elazığ
TR-24 Erzincan
TR-25 Erzurum
TR-26 Eskişehir
TR-27 Gaziantep
TR-28 Giresun
TR-29 Gümüşhane
TR-30 Hakkari
TR-31 Hatay
TR-32 Isparta
TR-33 Mersin
TR-34 
Istanbul
 (İstanbul)
TR-35 İzmir
TR-36 Kars
TR-37 Kastamonu
TR-38 Kayseri
TR-39 Kırklareli
TR-40 Kırşehir
TR-41 Kocaeli
TR-42 Konya
TR-43 Kütahya
TR-44 Malatya
TR-45 Manisa
TR-46 Kahramanmaraş
TR-47 Mardin
TR-48 Muğla
TR-49 Muş
TR-50 Nevşehir
TR-51 Niğde
TR-52 Ordu
TR-53 Rize
TR-54 Sakarya
TR-55 Samsun
TR-56 Siirt
TR-57 Sinop
TR-58 Sivas
TR-59 Tekirdağ
TR-60 Tokat
TR-61 Trabzon
TR-62 Tunceli
TR-63 Şanlıurfa 
TR-64 Uşak
TR-65 
Van

TR-66 Yozgat
TR-67 Zonguldak
TR-68 Aksaray
TR-69 Bayburt
TR-70 Karaman
TR-71 Kırıkkale
TR-72 
Batman

TR-73 Şırnak
TR-74 Bartın
TR-75 Ardahan
TR-76 Iğdır
TR-77 Yalova
TR-78 Karabük
TR-79 Kilis
TR-80 Osmaniye
TR-81 Düzce
```